# بخش لینتون (شهرستان کوشوکتون، اوهایو)
بخش لینتون (به انگلیسی: Linton Township) یک منطقهٔ مسکونی در ایالات متحده آمریکا است که در شهرستان کوشاکتن، اوهایو واقع شده‌است.
 بخش لینتون ۹۴٫۵ کیلومتر مربع مساحت و ۶۴۶ نفر جمعیت دارد و ۲۴۰ متر بالاتر از سطح دریا واقع شده‌است.